# Charlie Wallace
Charlie Wallace, all'anagrafe Charles William Wallace (Southwick, 20 gennaio 1885 – 7 gennaio 1970), è stato un calciatore inglese, di ruolo centrocampista.

## Carriera
Ha collezionato 348 presenze con la maglia dell'Aston Villa ed è stato il primo giocatore a sbagliare un calcio di rigore in una finale di FA Cup.

## Palmarès

### Club

#### Competizioni nazionali
- Coppa d'Inghilterra: 2

Aston Villa: 1912-1913, 1919-1920